# Propanamid
Propanamid ist eine chemische Verbindung aus der Gruppe der Carbonsäureamide.

## Gewinnung und Darstellung
Propanamid kann durch Reaktion von Propansäureanhydrid mit Ammoniak gewonnen werden.

## Eigenschaften
Propanamid ist ein weißer flockiger Feststoff, der löslich in Wasser, Chloroform, Ether und Alkohol ist.